# نظریه نمونه‌گیری و کاربردهای آن
نظریه نمونه‌گیری و کاربردهای آن کتابی از علی عمیدی است که در سال ۱۳۷۸ منتشر و در مراسم کتاب سال جمهوری اسلامی ایران به‌عنوان کتاب برگزیده معرفی شد.